# Florencia Canale
Florencia Canale (Mar del Plata, 9 de octubre de 1963) es una escritora, periodista, exmodelo y excantante argentina. Se desempeña en la revista Veintitrés, y anteriormente lo hizo en Gente, Noticias, Living, entre otras revistas.

## Trayectoria
Florencia Canale pasó sus años juveniles en una exitosa carrera como modelo, además a fines de la década de 1980 fue una de las cantantes de la banda argentina de new wave Personajes Urbanos.
Cursó la carrera de Letras en la Universidad Nacional de Buenos Aires.

### Publicaciones
Es autora de las novelas Pasión y traición, Amores prohibidos, Lujuria y poder, esta última basada en la vida de Juan Manuel de Rosas y la de su esposa Encarnación. Además sobre la relación entre Rosas y su esposa se basa la novela Sangre y deseo que presentó en el Hotel Costa Galana de Mar del Plata.

## Premios y distinciones
En abril de 2024 la Legislatura de la Ciudad Autónoma de Buenos Aires la distinguió Personalidad Destacada de la Ciudad Autónoma de Buenos Aires en el ámbito de la cultura.